# Julius Jeroným Christin
Julius Jeroným Christin (dle matriky pouze Julian; 17. února 1849 Lazníky – 29. ledna 1927 Brno) byl moravský učitel, ředitel a zakladatel škol a amatérský archeolog.

## Život
Vystudoval učitelský ústav v Olomouci a v letech 1868–1870 byl učitelem ve Starém Městě u Uherského Hradiště. Později působil ve Spytihněvi, Zlíně a jako zakladatel a ředitel škol ve Veselí nad Moravou. Za svého působení ve Starém Městě Christin upozornil na místo "na konci hráze a poblíž Moravy", nazvané "Pod starou příkopou" a povšiml si pozůstatků valového opevnění (podél dnešního obchvatu Starého Města poblíž nádraží), které rozpoznal jako velkomoravské. Dodnes je podle něho nazývané Christinovým valem. J. J. Christin je popsal v roce 1874 jako rozvalenou hráz, směřující od dřevěného kříže "nad Kopánkou" (naproti Polnímu mlýnu) dále k jihu, až k samé řece Moravě. Stal se tak jedním z průkopníků velkomoravské archeologie.

## Dílo
Julius Jeroným Christin jakožto hudební pedagog psal hudebně výchovné statě, např. O zpěvu ve škole národní, přispíval do pedagogických časopisů Komenský a Učitelské listy. V roce 1874 pojednal Christin jako jeden z prvních archeologických průzkumníků "O dřevním Velehradu". 